# Difusora News FM
Difusora News FM é uma emissora de rádio brasileira sediada em São Luís, capital do estado do Maranhão. Opera no dial FM, na frequência 93.1 MHz, oriunda da migração AM-FM. A emissora pertence ao advogado Willer Tomaz de Souza.

## História

### Rádio Difusora (1955-2018)

#### 1955 à 1997
A Rádio Difusora entrou no ar em 29 de outubro de 1955, como a terceira emissora de rádio de São Luís. Esta foi a primeira empreitada dos irmãos Magno e Raimundo Bacelar no ramo das comunicações, sendo que 8 anos depois eles viriam inaugurar a TV Difusora (primeira emissora de televisão do Maranhão), e 24 anos depois a Difusora FM (primeira emissora de Rádio FM do Maranhão)
Em 30 de outubro de 1971, em comemoração ao aniversário da Rádio Difusora, o na época radialista da emissora, Sérgio Brito, inspirou-se no americano Orson Welles, e resolveu retratar na emissora que estava havendo uma invasão alienígena a Terra, com base na adaptação radiofônica do livro de ficção científica "A Guerra dos Mundos", de Herbert George Wells, da mesma maneira que Welles havia feito em uma rádio dos Estados Unidos em 1938. Os ouvintes ludovicenses, desesperados com o que ouviram pela transmissão que durou cerca de 1h30, começaram a entrar em pânico, o que se refletiu no fechamento do comércio de São Luís, além de colocarem o exército brasileiro de prontidão nas ruas da capital maranhense. Para os ludovicenses, era mais do que uma invasão alienígena, era o verdadeiro fim do mundo. Descoberta a farsa, Sérgio e os outros radialistas que participaram da brincadeira não foram presos, mas a Rádio Difusora ficou com os transmissores lacrados por três dias.
Em 1988 a Rádio Difusora, bem como os outros meios de comunicação do Sistema Difusora de Comunicação, foram vendidos por Magno Bacelar para o governador do estado Epitácio Cafeteira, em função do golpe midiático dado por José Sarney, para que Bacelar perdesse as eleições para senador e vendesse seus meios de comunicação aos seus aliados, além de estar enfrentado uma grave crise financeira. Já ano seguinte, Cafeteira vendeu novamente a emissora, desta vez para o ex-deputado e jornalista Edison Lobão, que colocou nas mãos de seu filho, Edinho Lobão, a administração do Sistema Difusora de Comunicação, e consequentemente, da Rádio Difusora.

#### Arrendamento para a Igreja Universal (1997 a 2011)
Em junho de 1997 houve uma mudança radical na programação da Rádio Difusora. A rádio, que até então se dedicava as notícias e os esportes, passou a veicular cultos da Igreja Universal do Reino de Deus, com base no arrendamento da emissora aos pastores da igreja. Imediatamente, a Rádio Difusora perdeu toda a sua audiência, com base ao boicote dos ouvintes a nova programação. A falta de qualidade nos programas produzidos, bem como a queda de audiência, jogou fora todo um legado de várias décadas de qualidade e excelência nas transmissões jornalísticas da Difusora.
Em 2003 a Rádio Difusora passou a ser afiliada à Rede Aleluia. No ano de 2009, a Rádio Difusora passou a fazer transmissão simultânea com a 105 FM, que também estava arrendada a Igreja Universal.
No ano de 2010, quem ouvia a Rádio Difusora podia notar constantes falhas de transmissão e quedas de sinal da rádio. Isso acontecia devido a qualidade dos equipamentos usados na transmissão, que já estavam sucateados. Mesmo com os gastos que a Igreja Universal tinha para manter o arrendamento da Difusora, isso não significou em momento algum uma melhoria para a emissora.

#### 2011 a 2018

Logotipo da Rádio Difusora entre 2011 e 2018

À meia-noite do dia 5 de junho de 2011, após 14 anos de parceria com a Igreja Universal, a Rádio Difusora começou a tocar músicas e anunciar a estreia de sua nova programação (que foi posta no ar em outubro), voltando a brigar pela audiência com as suas concorrentes, entre elas a Rádio Mirante, a Rádio Capital, a Rádio São Luís, entre outras.
Em janeiro de 2012 a Rádio Difusora extinguiu e modificou vários programas de sua grade, inclusive arrendando novamente sua grade de programação a alguns programas independentes, inclusive sua faixa nobre (horário das 22h à 0h) que foi arrendada para a Igreja Pentecostal Deus é Amor. Porém o perfil jornalístico da rádio continuou o mesmo.
Em setembro de 2013, uma pesquisa feita por por um portal paulistano indicava que a Rádio Difusora estava entre as rádios mais ouvidas do Maranhão pela web, com base em 51 emissoras de rádio com player na internet, inclusive rádios FM. A pesquisa também indica que a rádio vem crescendo em audiência pela web, o que também melhora os índices de acesso do iDifusora.com, o portal do Sistema Difusora de Comunicação da internet.
Em março de 2014, a equipe esportiva da Difusora sofreu dois desfalques, quando os narradores Sólon Vieira e Galvão Santana deixam a emissora. Sólon passa a comandar a jornada esportiva da 92 FM, estreante em coberturas esportivas, enquanto Galvão segue para a Rádio Capital, onde passa a se revezar nas locuções com o titular Carlos Brandão. Com isso, apenas Laércio Júnior permanece como narrador da emissora, além de apresentador do Rolando a Bola, alternando-se com Garcia Júnior e Anacleto Araújo.
Em setembro de 2014, a Rádio Difusora, bem como a TV Difusora, foi multada pela Justiça Eleitoral em mais de R$ 200.000,00 por emitir matérias tendenciosas contra o candidato Flávio Dino (PCdoB), que disputava o governo do estado do Maranhão contra Edinho Lobão (PMDB), proprietário da emissora.
Entre 13 e 27 de outubro, a emissora foi tirada do ar para troca da torre de 115 metros no bairro da Vila Nova. O anúncio foi feito através de uma nota transmitida nos veículos de comunicação do Sistema Difusora de Comunicação, e publicada no iDifusora.com e também nas redes sociais:
A Rádio Difusora AM 680 estará fora do ar de 13/out/2014 a 27/out/2014. O motivo é a substituição completa da torre irradiante de 115 metros de altura.
A instalação demanda tempo e cuidados e por isso os serviços serão realizados neste período. Após concluídos resultarão na melhoria e na propagação do som da emissora

Neste período, a emissora estará com programação especial pela Internet.— Nota do Sistema Difusora de Comunicação.
Em 16 de janeiro de 2015, Laércio Júnior deixa os microfones da Rádio Difusora e é contratado pela TV Guará, onde irá narrar os jogos do Campeonato Maranhense de Futebol pela emissora. Em seu lugar, o radialista Adiel Mendes passa a comandar as jornadas esportivas da emissora e o programa Rolando a Bola.
Em 14 de novembro de 2017, a emissora passou a ceder faixas da programação para a concorrente Rádio Capital, que teve os transmissores destruídos após uma invasão no seu parque de transmissão em 25 de outubro. A Difusora passou então a transmitir os programas Clube do Povo (apresentado por João Evangelista e Roberto Ricci), Manhã Capital (renomeado para Passando a Limpo, apresentado por Osvaldo Maia), Conversa Franca (apresentado por Diego Emir), Espaço Rádio Capital (apresentado por Robert Lobato) e Alô Maranhão (apresentado por Jonas Mendes). Após migrar para o dial FM, a Difusora doou seu antigo parque de transmissão na Vila Nova para o restabelecimento das transmissões da rádio.

### Nova FM (2018-2023)

Logotipo da Nova FM entre 2018 e 2023

Em 2016, o Sistema Difusora de Comunicação anunciou que a Rádio Difusora iria migrar para o dial FM, atendendo ao decreto federal de migração das rádios AM para FM e passando a operar em 93.1 MHz. A partir daí, teve início o processo de criação da Nova FM, que substituiria a programação jornalística da emissora por uma outra com ênfase em programas musicais. A emissora também modernizou toda a sua estrutura, com a construção de um novo estúdio com capacidade para receber bandas e fazer transmissões via internet ao vivo, sendo a única do Maranhão com essa infraestrutura. Após dois anos de adiamentos por conta do processo de implantação, a Difusora migrou à meia-noite do dia 17 de setembro de 2018, depois de quase 63 anos transmitindo no dial AM. Sua nova programação estreou oficialmente uma semana depois. Com a migração, a emissora passa a ser administrada por Paulinha Lobão e integrar o Grupo Nova, que contava com a TV Athenas.

### Difusora News FM (2023-presente)
Em fevereiro de 2023, a Nova FM foi assumida pelo político Paulo Victor, que arrendou a emissora por 4 anos. Sob sua gestão, a emissora estreou uma nova programação no dia 6 de março de 2023. Três semanas depois, em 28 de março, Edinho Lobão comunicou a venda da Nova FM ao advogado Willer Tomaz de Souza, que já havia adquirido os demais veículos de comunicação do Sistema Difusora de Comunicação em 2020, incluindo o prédio onde a emissora está instalada. Os funcionários que trabalhavam na Nova FM foram dispensados.
Após a conclusão da venda, a emissora passou a reformular toda a programação e passando a se chamar Difusora News FM, com formato jornalístico e músicas adulto-comtenporâneas.
Desde então comandada pelo empresário Léo Felipe, presidente do Grupo Difusora, a emissora tem crescido em audiência e reconhecimento no meio profissional e junto aos ouvintes. Em novembro de 2024 a emissora anunciou a contratação de um dos maiores nomes do rádio maranhense, o radialista Stenio Kawazaky, que irá comandar o seu clássico programa Momentos de Amor, agora na Difusora News, entre 12h e 14h, de segunda à sexta, a partir do dia 2 de dezembro.